# Paul Morrissey
Paul Morrissey (Manhattan, 23 de febrero de 1938-Manhattan, 28 de octubre de 2024) fue un director de cine estadounidense.
Morrissey fue conocido por las películas que rodaba en colaboración con Andy Warhol en la Factory y que en su mayoría estuvieron protagonizadas por el actor Joe Dallesandro. A pesar del carácter vanguardista y transgresor de sus obras, que él mismo calificaba como naturalismo exagerado, Morrissey se definía a sí mismo como derechista y ferviente católico.

## Biografía
Tras estudiar literatura en la Universidad jesuita de Fordham en Nueva York y no poder formar parte del ejército a causa de una limitación física, a comienzos de los años 1960 trabajó en el sector de los seguros y como trabajador social.
En esa época comenzó a dirigir cortometrajes independientes, y fue presentado a Andy Warhol en 1965, quien le pidió asesoramiento para las películas experimentales que había comenzado a dirigir poco tiempo antes. A partir de ese momento Morrissey dirigió sus películas junto a Warhol, con quien firmó un contrato en el que Morrissey se encargaría de todas las operaciones de las películas de la Factory excepto de las ventas de las obras.
La idea de que Warhol apadrinara un grupo de rock también fue de Morrissey, para lo que firmaron un contrato de representación con The Velvet Underground, incorporando también a la banda a la cantante alemana Nico. Al mismo tiempo que Morrissey representaba al grupo neoyorquino, comenzó a dirigir y coordinar todas las películas experimentales que formaban parte de la "marca" de Andy Warhol, entre ellas My Hustler (1965), Chelsea Girls (1966), Imitation of Christ (1967) y Bike Boy (1967).
Después de Lonesome Cowboys (1967), película que dirigió, escribió y produjo en su totalidad, Morrissey tomaría definitivamente el control de todos los filmes presentados por Warhol. En 1968 comenzaría la trilogía Flesh con la película del mismo título, a la que siguieron Trash (1970) y Heat (1972). Las tres películas narraban la historia de un chapero interpretado por Joe Dallesandro, cuyo cuerpo desnudo aparecía en buena parte del metraje incluyendo primeros planos de su pene, algo inédito hasta entonces en una película no pornográfica. Estas películas se convirtieron en objeto de culto tanto en la cultura gay, como por parte de la contracultura hippie, cuyo estilo de vida se representaba en estos films, algo que a veces se ha interpretado como una crítica a los valores de esta subcultura.
En 1974 rodaría en Francia e Italia las películas Carne para Frankenstein y Sangre para Drácula, también protagonizadas por Dallesandro. Aunque estos filmes serían parte de su colaboración con Warhol, la producción corrió a cargo de Carlo Ponti y eran una combinación de cine erótico y cine de terror de serie B que obtuvieron un relativo éxito.
Un año más tarde Warhol decidiría centrarse en sus pinturas, terminando así su colaboración con Morrissey. En sus siguientes filmes Morrissey sería uno de los pocos directores estadounidenses que intentaría mantenerse alejado de las productoras de Hollywood, fueran éstas independientes o no. Dejó de hacer películas cuando constató que las nuevas productoras para las que rodaba no le permitían la libertad creativa de la que había gozado anteriormente. A pesar de este retiro, a mediados de los 90 se unió al movimiento cinematográfico Dogma 95, formado por directores más jóvenes que han recibido una gran influencia de las películas de Morrissey. 

## Filmografía
- Spike Of Bensonhurst 1988 - Director y guionista
- El sobrino de Beethoven 1985 - Director y guionista
- Mixed Blood 1985 - Director y guionista
- Forty Deuce 1982 - Director y guionista
- Madame Wang's 1981 - Director y guionista
- El perro de los Baskerville 1978 - Director y guionista
- Sangre para Dracula 1974  (conocida como Andy Warhol's Dracula) - Director y guionista
- Carne para Frankenstein (1973) (conocida como Andy Warhol's Frankenstein)  Director y guionista
- Heat 1972 - Director, guionista y productor
- Women In Revolt 1972 - Director, guionista, editor y productor
- L'amour 1972 - Director, guionista y prosuctor
- Trash 1970  - Director, guionista, editor y productor
- Flesh 1968 - Director, guionista y productor
- Lonesome Cowboys 1968 - Director, guionista y productor
- Imitation Of Christ 1967 - Director
- Bike Boy 1965 - Director
- The Loves Of Ondine 1967 - Director y guionista
- Chelsea Girls 1966 - Director
- My Hustler 1965 - Director